# 티발트 2세

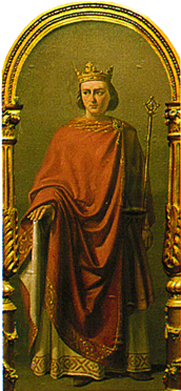
티발트 2세

티발트 2세 아 나파로아코아(바스크어: Tibalt II.a Nafarroakoa) 혹은 티보 5세 드 샹파뉴(프랑스어: Thibaut V de Champagne)는 나바라 왕국의 왕이자 샹파뉴 백작이다. 청년왕(바스크어: gazte) 혹은 소티발트(바스크어: Tibalt Gaztea)로도 불렸다.
티발트는 나바라왕 티발트 1세와 그의 세번째 왕비 마르그리트 드 당피에르(부르봉의 영주 아르샴보 8세의 딸)의 장남이다. 형제로는 누나 수리아 브르타뉴 공작 부인 등과 동생 베아트리스 부르고뉴 공작 부인, 나바라왕 헨리케 1세 등이 있다.